# Abscam
Abscam (czasami ABSCAM) – operacja specjalna Federalnego Biura Śledczego (FBI) prowadzona przez oddział FBI w Hauppauge na Long Island na przełomie lat 70. i 80. XX wieku. Operacja uruchomiona pierwotnie dla śledzenia obrotów skradzionymi dobrami, wkrótce została przekierowana do walki z korupcją polityków i urzędników państwowych.
Prowadzone akcje prowokacyjne doprowadziły do postawienia zarzutów korupcyjnych jednemu senatorowi, pięciu kongresmenom, senatorowi stanowemu z New Jersey, członkom Rady Miejskiej Filadelfii i inspektorowi Immigration and Naturalization Service.

## Operacja
FBI w roku 1978 powołało do życia fikcyjną firmę „Abdul Enterprises, Ltd”. Agenci FBI występujący jako Karim Abdul Rahman, nieistniejący de facto szejk z Bliskiego Wschodu, podczas rejestrowanych na taśmach wideo rozmów z przedstawicielami władz oferowali łapówki w zamian za określone korzyści polityczne dla „szejka”. Pewien dom w Waszyngtonie, jak również luksusowy jacht na Florydzie oraz pokoje hotelowe w Pensylwanii i New Jersey, były wykorzystywane jako miejsca spotkań między różnymi przedstawicielami władz z tajemniczym szejkiem, który chciał:
- kupić azyl w Stanach Zjednoczonych,
- wciągnąć ich w proces inwestycyjny,
- uzyskać pomoc w wydobyciu jego pieniędzy z ojczystego kraju.

Większość operacji była prowadzona przez Melvina Weinberga, karanego oszusta, który został zatrudniony przez FBI właśnie w tym celu. Była to pierwsza operacja FBI wymierzona w skorumpowanych przedstawicieli władz; do lat 70. XX wieku zaledwie dziesięciu kongresmenów zostało skazanych za przyjmowanie łapówek.
2 lutego 1980 roku program telewizyjny NBC Nightly News jako pierwszy powiadomił opinię publiczną o tym, że agenci FBI przeprowadzili operację wymierzoną w członków Kongresu. Kodowa nazwa operacji „Abscam” to skrót słów „Abdul scam” (oszustwo Abdula).

## Oskarżeni
Spośród 31 przedstawicieli władz, którzy stali się celem operacji, jeden senator (Harrison A. Williams, demokrata z New Jersey) i pięciu kongresmenów (John Jenrette, demokrata z Karoliny Południowej, Richard Kelly, republikanin z Florydy, Raymond Lederer, demokrata z Pensylwanii, Michael Myers, demokrata z Pensylwanii i Frank Thompson, demokrata z New Jersey) zostało oskarżonych o korupcję i skazanych w oddzielnych procesach w roku 1981. Większość oskarżonych polityków zrzekła się mandatów, natomiast Myers musiał zostać usunięty z Kongresu, zaś Williams nie zrzekł się mandatu aż do chwili, gdy w Izbie miało zostać ogłoszone głosowanie w jego sprawie.
Skazanych zostało jeszcze pięciu innych przedstawicieli władz niższego szczebla, w tym senator stanowy z New Jersey Angelo Errichetti, trzej członkowie filadelfijskiej Rady Miejskiej oraz inspektor INS.